# Eddy Walsh
Eddy Walsh is een Nederlandstalige zanger uit Noord-Holland die met zijn muziek enkele hits behaalde.

## Loopbaan
Eddy Walsh werd ontdekt toen hij zong tijdens het leggen van een vloer in het huis van een talentscout. Deze hielp hem aan een platencontract bij platenmaatschappij Arcade van Herman Heinsbroek. Met producer Patrick de Vormer schreef Walsh zijn eerste single "Heerlijk naar m'n zin", die de Tipparade haalde.
Na "Heerlijk naar m'n zin" bracht Walsh de single "Hoppa" uit. Hoewel deze single niet teweegbracht wat Arcade en Walsh ervan verwachtten, werd de B-kant "De vrolijke koster" opgepikt door het Skihut-imperium en belandde dit nummer ook op de Après Skihut-jubileum-cd.
Hierna werd het enige tijd rustig rond Walsh, hoewel hij in die tijd wel zijn single "Annelies" uitbracht, een krachtige ballad over een van zijn grootste fans en ex-vriendin. De stilte duurde echter niet lang. In samenwerking met DJ Maurice van de Skihut bracht hij een uptempo versie van het Koos Alberts-nummer "Zijn het je ogen" uit. Dit nummer belandde in de Mega Top 100 en hoog in de Nederlandstalige Top 20.
Door de successen werd Walsh gevraagd in het voorprogramma van René Froger tijdens concerten in de Amsterdam ArenA in 2004. In juli 2006 lanceerde Walsh de single "Op m'n Perzisch tapijt", die direct in de Top 100 belandde. Daarnaast trad Walsh vaak op in het café van de ouders van René Froger, Bolle Jan. Hier ontwikkelde hij de Bolle Jan Show.